# David Smith
David Smith (n. 10 aprilie 1880 – d. 15 august 1945, Johannesburg, Africa de Sud) a fost un trăgător de tir ce a reprezentat Africa de Sud, medaliat olimpic. A participat la 2 ediții ale Jocurilor Olimpice (1920, 1924) în care a câștigat o medalie de argint.